# Khaled Al-Zylaeei
Khaled Al-Zylaeei (Abha, 16 maggio 1987 – Abha, 30 settembre 2022) è stato un calciatore saudita, di ruolo centrocampista.

## Carriera

### Club
Dal 2006 al 2008 nilitò nell'Abha Club prima di trasferirsi a titolo definitivo all'Al-Nassr, con cui vincerà il campionato per due volte di fila (2013-2014, 2014-2015). Nell'agosto 2016 venne ceduto a titolo gratuito all'Al-Taawoun, con cui mise a segno tre reti in 18 presenze di campionato. Successivamente passò all'Al-Khaleej, con cui però totalizzò solamente tre presenze, e quindi fu ceduto all'Al-Faisaly. Tuttavia, anche quest'esperienza si rivelò poco fruttuosa e venne ceduto in prestito semestrale all'Al-Batin. Il 9 agosto 2017 venne ufficializzato il suo acquisto gratuitamente dall'Al-Ra'ed, con cui però non scese mai in campo per gare ufficiali. Ad inizio luglio 2018 tornò all'Abha, finendo per lasciarlo nuovamente per trasferirsi all'Al-Ain Saudi. Terminò la propria attività agonistica nel luglio 2020 dopo non aver totalizzato una singola presenza dall'inizio dell'anno.

## Malattia e morte
Nel giugno 2020 gli venne diagnosticata la sclerosi laterale amiotrofica, che lo indurrà poi alla morte il 30 settembre 2022 all'età di 35 anni.

## Palmarès

### Club

#### Competizioni nazionali
- Prima Divisione (Arabia Saudita): 1

Abha Club: 2018-2019
- Campionato saudita: 2

Al-Nassr: 2013-2014; 2014-2015